# Neastymachus cerococci
Neastymachus cerococci är en stekelart som först beskrevs av Shafee, Alam och Agarwal 1975.  Neastymachus cerococci ingår i släktet Neastymachus och familjen sköldlussteklar. Inga underarter finns listade i Catalogue of Life.